# آبل تیفلیستی
آبل تیفلیستی (ارمنی: Աբել Թիֆլիսեցի) نویسنده سده هجدهم میلادی اهل ارمنستان است. وی در شهر مسکو سکونت داشت.